# لا پرری، کبک
لا پرری (به فرانسوی: La Prairie) شهرکی در منطقه شهری روسیون ناحیه مونترژی در استان کبک کانادا است. در سرشماری سال ۲۰۱۱ این شهرک ۲۱٬۶۰۹ نفر جمعیت داشته‌است و مساحت آن ۴۳٫۵۳ کیلومتر مربع است.